# Ryan Brooks
Ryan Brooks (New Orleans, Louisiana, 12 de abril de 1988) es un jugador de baloncesto estadounidense que pertenece a la plantilla del Aix Maurienne Savoie Basket de la Pro B, la segunda categoría del baloncesto francés. Con 1,93 metros de estatura, juega en la posición de escolta.

## Trayectoria deportiva
Jugó durante cuatro temporadas con los Temple Owls y tras no ser elegido en el Draft de la NBA de 2010, comenzaría su carrera profesional en Alemania en las filas del LTi Gießen 46ers y más tarde, jugaría una temporada en el baloncesto finlandés, para regresar al LTi Gießen 46ers donde comenzaría la temporada 2012-13 para acabarla en el Skyliners Frankfurt.
En verano de 2013, firmaría por el Telekom Baskets Bonn, lo que supondría afianzarse en el baloncesto alemán, obteniendo unos 10,7 puntos, 3,5 rebotes por partido en una media de 24 minutos en 39 partidos de BBL, disputando los cuartos de final y playoffs, además de la Eurocup.
En el mes de julio de 2015 firmó con el JDA Dijon de la Pro A francesa.